# Javier Navarro Rodríguez
Javier Navarro Rodríguez (Tala, Jalisco, 27 de octubre de 1949) es un sacerdote y obispo mexicano. Ha ocupado los cargos de obispo de San Juan de los Lagos y de Zamora de Hidalgo.

## Biografía

### Formación
Estudió humanidades, filosofía y teología en el Seminario de Guadalajara y posteriormente en el Seminario Conciliar de México. 

### Sacerdocio
Fue ordenado sacerdote el 23 de diciembre de 1978, después de ocupar diversos cargos de la Arquidiócesis de Guadalajara y en la Conferencia del Episcopado Mexicano. 

## Episcopado

### Obispo Auxiliar de Guadalajara
El 15 de abril de 1992 el papa Juan Pablo II lo nombró Obispo titular de Voncaria y auxiliar de Guadalajara, siendo consagrado el 5 de junio de ese mismo año por el Cardenal Juan Jesús Posadas Ocampo, Arzobispo de Guadalajara y por los obispos Manuel Pérez-Gil González de Tlalnepantla y Francisco Villalobos Padilla de Saltillo.

### Obispo de San Juan de los Lagos
Permaneció como obispo auxiliar de Guadalajara hasta el 20 de enero de 1999 cuando por nombramiento del mismo papa Juan Pablo II asumió la titularidad de la Diócesis de San Juan de los Lagos. 

### Obispo de Zamora
El 3 de mayo de 2007 el papa Benedicto XVI lo designó Obispo de Zamora, Michoacán.